# دانشگاه دومینیکن

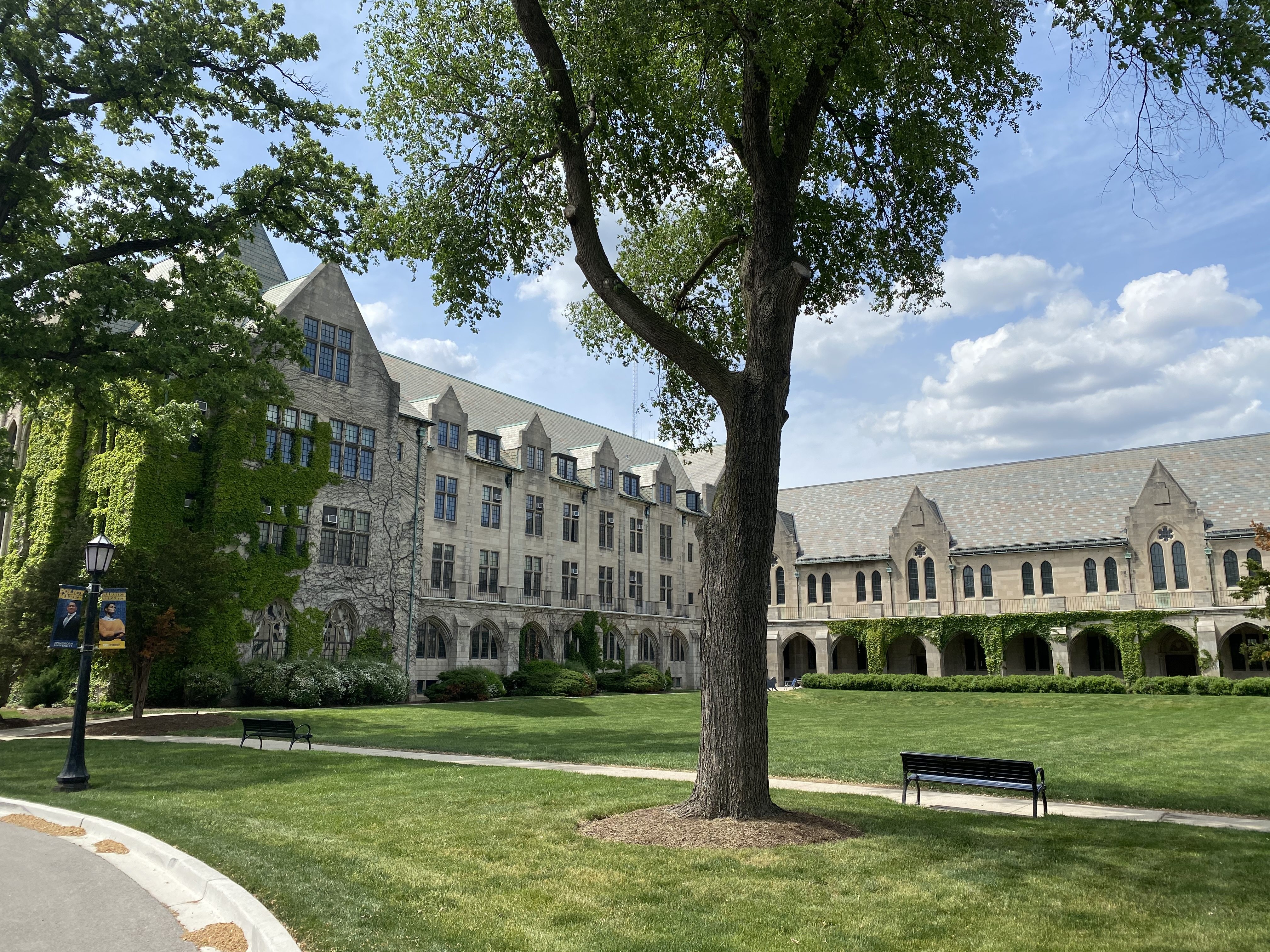

دانشگاه دومینیکن (DU) یک دانشگاه خصوصی کاتولیک رومی در ریور فارست، ایلینوی است. این دانشگاه مدرک لیسانس، فوق لیسانس و دکترا ارائه می‌دهد. دانشگاه دومینیکن بیش از ۵۰ رشته در کالج هنر و علوم Rosary و ۲۰ برنامه در پنج بخش تحصیلات تکمیلی ارائه می‌دهد.